# Гродзично (гмина)
Гродзично (пол. Grodziczno) — сельская гмина (волость) в Польше, входит как административная единица в Новомястский повят, Варминьско-Мазурское воеводство. Население — 6213 человек (на 2004 год).

## Демография
Данные по переписи 2004 года:
| Перепись                       | Всего   | Всего | Женщины | Женщины | Мужчины | Мужчины |
| ------------------------------ | ------- | ----- | ------- | ------- | ------- | ------- |
| Единицы                        | человек | %     | человек | %       | человек | %       |
| Население                      | 6213    | 100   | 3031    | 48,8    | 3182    | 51,2    |
| Плотность населения (чел./км²) | 40,3    | 40,3  | 19,6    | 19,6    | 20,6    | 20,6    |

## Сельские округа
1. Болешин
2. Гродзично
3. Катлево
4. Ковалики
5. Кулиги
6. Линовец
7. Лёрки
8. Монтово
9. Мроченко
10. Мрочно
11. Нове-Гродзично
12. Осташево
13. Рынек
14. Свинярц
15. Тшцин
16. Зайёнчково
17. Звиняж
18. Бялоблоты
19. Якубково

## Соседние гмины
1. Гмина Бжозе
2. Гмина Кужентник
3. Гмина Лидзбарк
4. Гмина Любава
5. Гмина Нове-Място-Любавске
6. Лидзбарк